# 天法
天法（藏語：གནམ་ཆོས་，威利转写：gnam chos，THL：namchö），直譯為「天或空間之法」，乃一伏藏法，在藏傳佛教寧瑪派白玉傳承中廣為流傳。其為大伏藏師南卻·明就·多傑（Tertön Namchö Mingyur Dorjé）所發現，傳承予昆桑謝拉（Kunzang Sherab），最後由噶舉派大師噶瑪·恰美（Karma Chagme）所編撰成文。
天法含括了完整的教法，從前行（藏語：སྔོན་འགྲོ་，威利转写：sngon 'gro，THL：ngöndro）至大圓滿的「心性直指」。明就多傑之伏藏據說緣起於他與天神相遇，但也包括了由他見地所引發的指導。

## 主題
天法內容包括了如下主題：
1. 供養儀式（如煙供（bsang）、水供（chab gtor）、寶瓶供養（bum gter））
2. 喪禮儀式（byang chog)
3. 廣為流行之長壽灌頂（tshe dbang）、健康灌頂（sman lha dbang）以及財富灌頂（nor dbang）
4. 護身儀式（mdos srung ba）
5. 祈請護法儀式
6. 占卜和天象（r'deu dkar mo / spar kha / rtsis）
7. 前行
8. 密續修習（rmi lam, 'pho ba, gtum mo, phur ba, gcod）與論述（rgyud 'grel）
9. 淨土修行（zhing khams sgrub）以及寂靜尊、忿怒尊觀想修習
10. 大圓滿哲理論著（khrid）[1]